# Aconitum quelpaertense
Aconitum quelpaertense är en ranunkelväxtart som beskrevs av Takenoshin Nakai. Aconitum quelpaertense ingår i släktet stormhattar, och familjen ranunkelväxter. Inga underarter finns listade i Catalogue of Life.